# Bizant

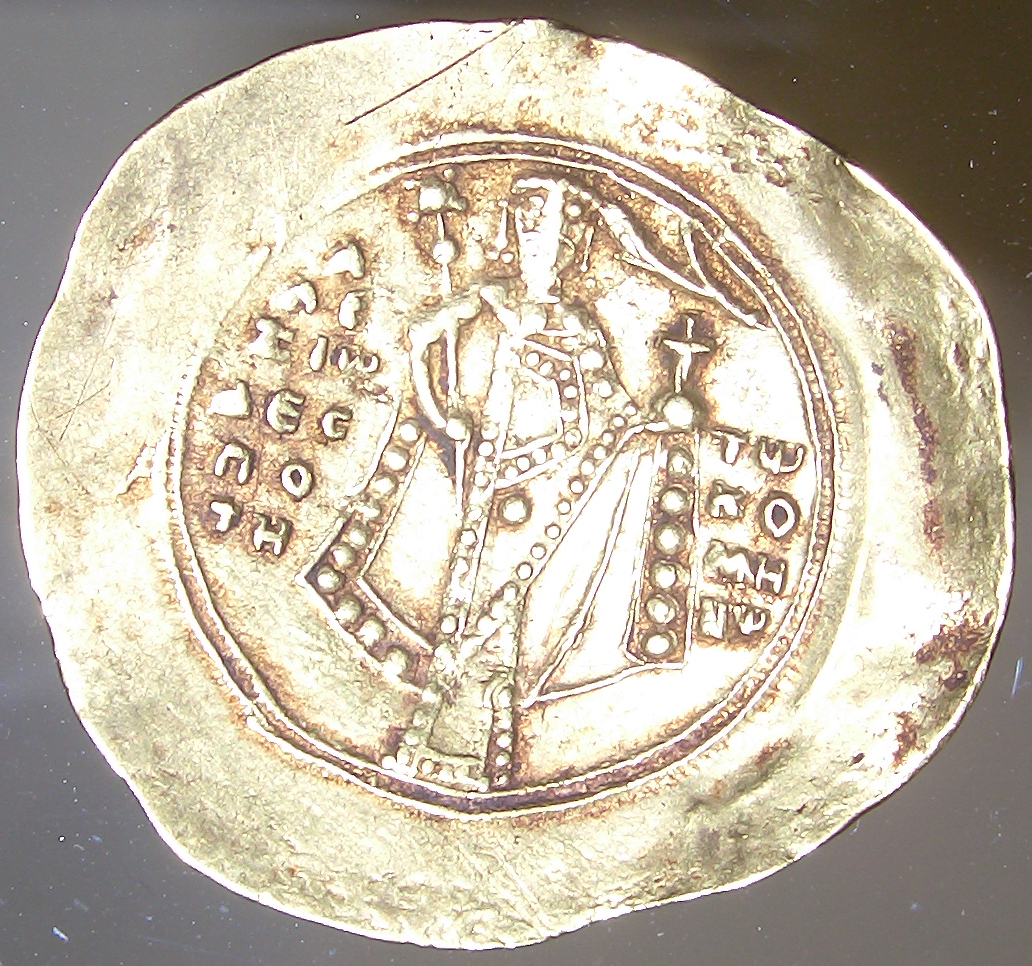
Bizant z XI/XII wieku (znalezisko z Bułgarii)

Bizant, bezant (łac. bysantius, besantius od Byzantius nummus) – potoczne określenie złotej monety cesarstwa bizantyńskiego; w średniowieczu symbol bogactwa i dobrobytu.
Stanowił późną postać bizantyjskiego solida mającego szeroki obieg w Europie od IV do około XV wieku. Zwłaszcza po pierwszych wyprawach krzyżowych rozpowszechniony w krajach zachodnioeuropejskich włącznie z Anglią. Do pojawienia się florenów (1252) i weneckich dukatów (1284) był podstawową złotą monetą handlową, szczególnie w kontaktach z krajami Bliskiego Wschodu. Decydowała o tym jakość kruszcu monety i jej dość stała waga (przeciętnie 3,2 g). Uważany za „dolar średniowiecza” i oznakę gospodarczego dobrobytu. W krajach wschodniej Słowiańszczyzny spotykany nieczęsto.

## Obce naśladownictwa
Dzięki swej popularności bizant (czasem nazywany też besamt) zyskał w średniowieczu liczne naśladownictwa. Poza arabskimi znane są one przede wszystkim z państw krzyżowców na Bliskim Wschodzie. Niektóre z nich  (np. Hrabstwo Trypolisu 1109-1289) emitowały monety (byzantius Tripolitanicus albo besantius stauratus) o mieszanych cechach chrześcijańsko-arabskich. Głównie dla lokalnego handlu bliskowschodniego wypuszczano w pierwszej ćwierci XII wieku tzw. bezanty saraceńskie (besanti sarracinati) z obustronnymi legendami pseudokufickimi i błędnymi wyobrażeniami arabskimi. Z kolei w latach 1250-59 bito monety z legendami kufickimi, ale swą treścią (tj. datowaniem, symbolem krzyża itp.) propagujące chrześcijaństwo. 
Mianem biały bizant (franc. bésant blanc) określano w zachodniej Europie monety Królestwa Cypru o niskiej zawartości (próbie) złota.